# Pałac Hofburg w Innsbrucku
Pałac Hofburg w Innsbrucku (niem. Hofburg Innsbruck) – pałac (pierwotnie zamek) cesarski z XV wieku (kilkakrotnie przebudowywany i rozbudowywany) w Innsbrucku w Austrii; dawna rezydencja Habsburgów; jedna z głównych historycznych atrakcji turystycznych miasta, zabytek nieruchomy Tyrolu.

## Historia
Hofburg jest chronologicznie drugą siedzibą władców Tyrolu, po zamku Andechs (trzecią siedzibą był Neuer Hof (zob. Złoty Dach)). Początek dziejów posiadłości wyznacza zakup kilku domów w Innsbrucku w dzielnicy Nordostdecke przez Leopolda IV Habsburga (około 1380 roku). Zygmunt Habsburg na bazie tych domów (m.in. części klasztoru Stams) oraz jeszcze kilku dokupionych przez siebie zlecił budowę zamku w 1460 roku i to jego uważa się za faktycznego założyciela Hofburga. Pierwotny zamek został wybudowany w stylu późnego gotyku (wygląd zabudowań z tego okresu przedstawił Albrecht Dürer na akwareli pt. Hof der Innsbrucker Burg (ohne Wolken) z około 1495 roku). Cesarz Maksymilian, który miał tytuł hrabiego Tyrolu, rzadko odwiedzał Tyrol, choć w Innsbrucku wziął ślub z Bianką Marią Sforzą w 1493 roku, która bywała na zamku. Maksymilian I rozpoczął rozbudowę zamku około 1500 roku (wydłużono go wówczas aż do linii murów miejskich), a Niklasowi Türingowi starszemu zlecił przebudowę wieży Saggentor zwanej później Wappenturm (obecnie Südturm). Jörg Kölderer namalował na wieży 56 herbów rzeczywistych i uroszczonych posiadłości cesarza. Sala balowa nazywana Salą Olbrzymów (lub Gigantów) (niem. Riesensaal) została wówczas pokryta malowidłami, które przedstawiały m.in. Herkulesa (stąd nazwa). Zamek nawiedził pożar w 1534 roku, po tym zdarzeniu przebudowano go w stylu renesansowym pomiędzy 1534 a 1540 rokiem za panowania cesarza Ferdynanda I Habsburga według projektu Luciusa de Spaciisa. Powstało w tym czasie skrzydło północne i zachodnie; północną część zamku budowano w latach 1533–1568.
W 1578 roku wzniesiono przy pałacu w kościele Hofkirche Srebrną Kaplicę przeznaczoną na mauzoleum arcyksięcia Ferdynanda II Habsburga i jego żony Philippine Welser. Po śmierci Ferdynanda II zamek podupadł i w 1636 roku zdarzył się kolejny pożar rezydencji. Wraz ze śmiercią Zygmunta Franciszka wygasła tyrolska linia Habsburgów, co skutkowało przeniesieniem rządu Tyrolu do Wiednia. W zamku od tego czasu rezydowali namiestnicy i gubernatorzy oraz dwór cesarski podczas swoich podróży.
Cesarzowa Maria Teresa Habsburg podjęła się rozbudowy Hofburga (przebiegła ona w dwóch etapach od 1754 roku; prace wstrzymano w 1756 roku podczas wojny siedmioletniej) w stylu późnego baroku, z jej czasów pochodzą rokokowe ornamenty i portrety przodków Habsburgów w wielkiej sali bankietowej (niem. Familien-Saal). Zmiany obejmowały przekształcenie układu pomieszczeń, wydzielenie strefy reprezentacyjnej i zamkniętej, podział pomieszczeń dla dworu według płci. Południowe skrzydło pałacu zaprojektował Johann Martin Gumpp młodszy, a fasadę – Konstantin Johann von Walther zu Pfeilsberg. Z polecenia Marii Teresy na pierwszym piętrze w skrzydle południowym powstała w latach 1765–1766 kaplica pamięci cesarza Franciszka I Lotaryńskiego projektu Nicolò Pacassiego (cesarz Franciszek I zmarł w tymże pomieszczeniu). Sama Maria Teresa odwiedziła Innsbruck tylko dwa razy. Obecny wygląd Hofburga w dużej części wynika ze zmian wprowadzonych za jej życia. Po śmierci Marii Teresy pałac był rezydencją jej córki, Marii Elżbiety Habsburg. W latach 1804–1815 była to druga rezydencja władcy Królestwa Bawarii, Maksymiliana I Wittelsbacha.
Za czasów arcyksięcia Karola Ludwika od 1858 roku dokonano przebudowy apartamentów; nad wystrojem cesarskich wnętrz z stylu drugiego rokoka pracował rzeźbiarz August La Vigne, wzorem był pałac Schönbrunn. Kolejni władcy, którzy rezydowali w pałacu to: cesarz Ferdynand I Habsburg z żoną Marią Anną Sabaudzką, cesarz Franciszek Józef I z żoną Elżbietą Bawarską oraz jego krewni. Ostatnią zmianą dokonaną w pałacu za panowania Habsburgów była instalacja łazienki i toalety z bieżącą wodą za panowania cesarza Karola I Habsburga.
W latach 1995–1999 przeprowadzono kompleksową rewitalizację pałacu pod kierunkiem architekta Huberta Prachensky’ego.
Współcześnie pałac należy do skarbu państwa Austrii. Mieści różne instytucje, m.in. Medienzentrum, Verwaltung der Hofburg - Burghauptmannschaft oraz apartamenty. Na pierwszym piętrze pałacu znajduje się Alpenverein-Museum. Dla zwiedzających dostępnych jest 27 sal apartamentów cesarskich (m.in. cesarska jadalnia) wyposażonych w meble z XVII–XIX wieku.

## Architektura
Gmach o nieregularnym kształcie, co jest wynikiem wcielania w jego strukturę istniejących wcześniej budynków. Pośrodku zabudowań znajduje się duży prostokątny dziedziniec, od południa zamyka go skrzydło przy ulicy Hofgasse, od wschodu lekko zakrzywiona linia zabudowy wzdłuż ulicy Rennweg, z dwoma narożnymi wieżami. Południowa fasada przypomina układem łuk triumfalny, a na fasadzie wschodniej znalazły się dwa sześcioosiowe ryzality.
Powierzchnia pałacu wynosi około 5 tys. m², znajduje się w nim około 400 pomieszczeń. We wschodnim skrzydle pałacu znajdują się najcenniejsze sale, m.in. balowa Sala Olbrzymów o długości 31 m z sufitem pokrytym iluzjonistycznymi malowidłami autorstwa Franza Antona Maulbertscha z 1775 roku. W kaplicy pamięci cesarza Franciszka I Lotaryńskiego znajduje się malowana płaskorzeźba przedstawiająca Boga Ojca z lamentującymi aniołami autorstwa Franza Antona Leitenstorffera.
W położonym w pobliżu rezydencji kościele Hofkirche pierwotnie budowanym jako mauzoleum cesarza Maksymiliana I znajdują się statuy przedstawiające członków rodziny cesarskiej (28 przodków cesarza Maksymiliana I, w tym m.in. króla Artura) oraz innych znaczących osób, a także groby cesarskie oraz grób bohatera narodowego, Andreasa Hofera. W Hofkirche, w Srebrnej Kaplicy znajduje się ołtarz z Madonną wykonaną ze srebra. Przed pałacem znajduje się duża przestrzeń dawniej zwana Renneg (tor wyścigowy), gdzie znajduje się pomnik konny Leopolda V – Fontanna Leopolda.

## Galeria

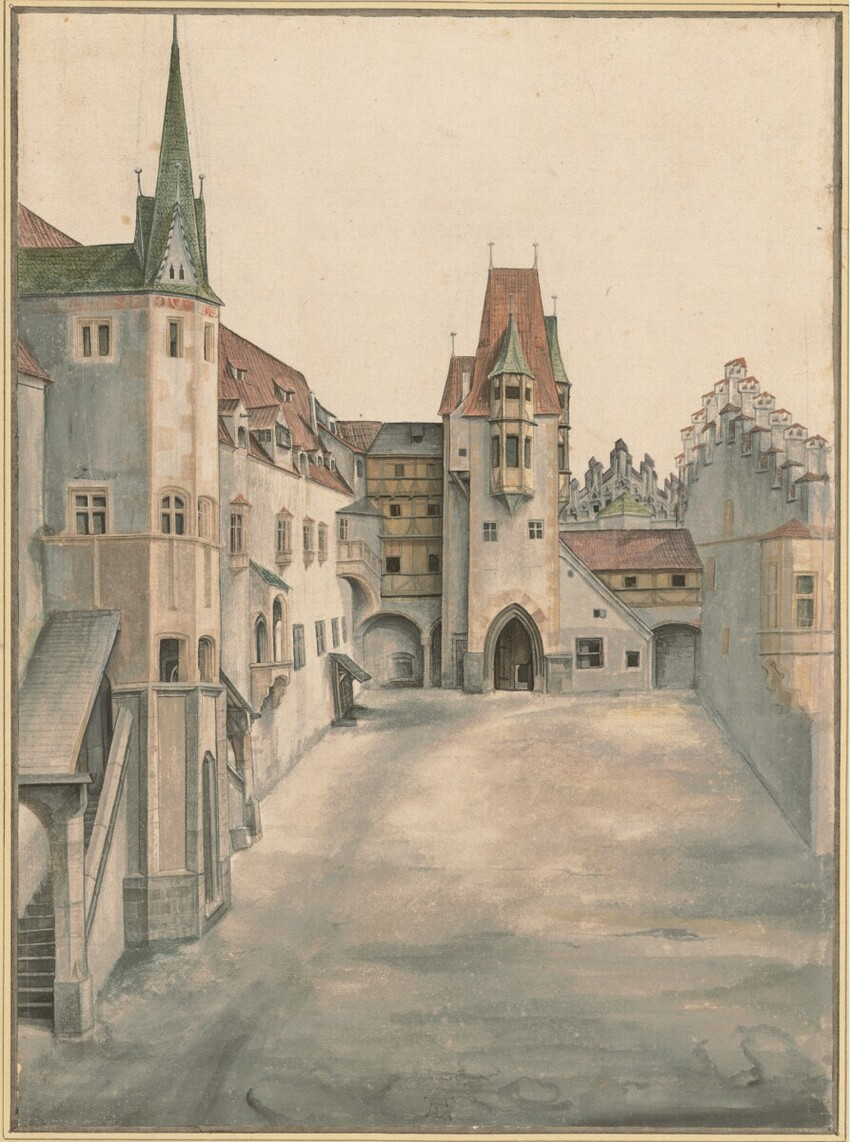
Dziedziniec pałacu – akwarela Albrechta Dürera (około 1495)
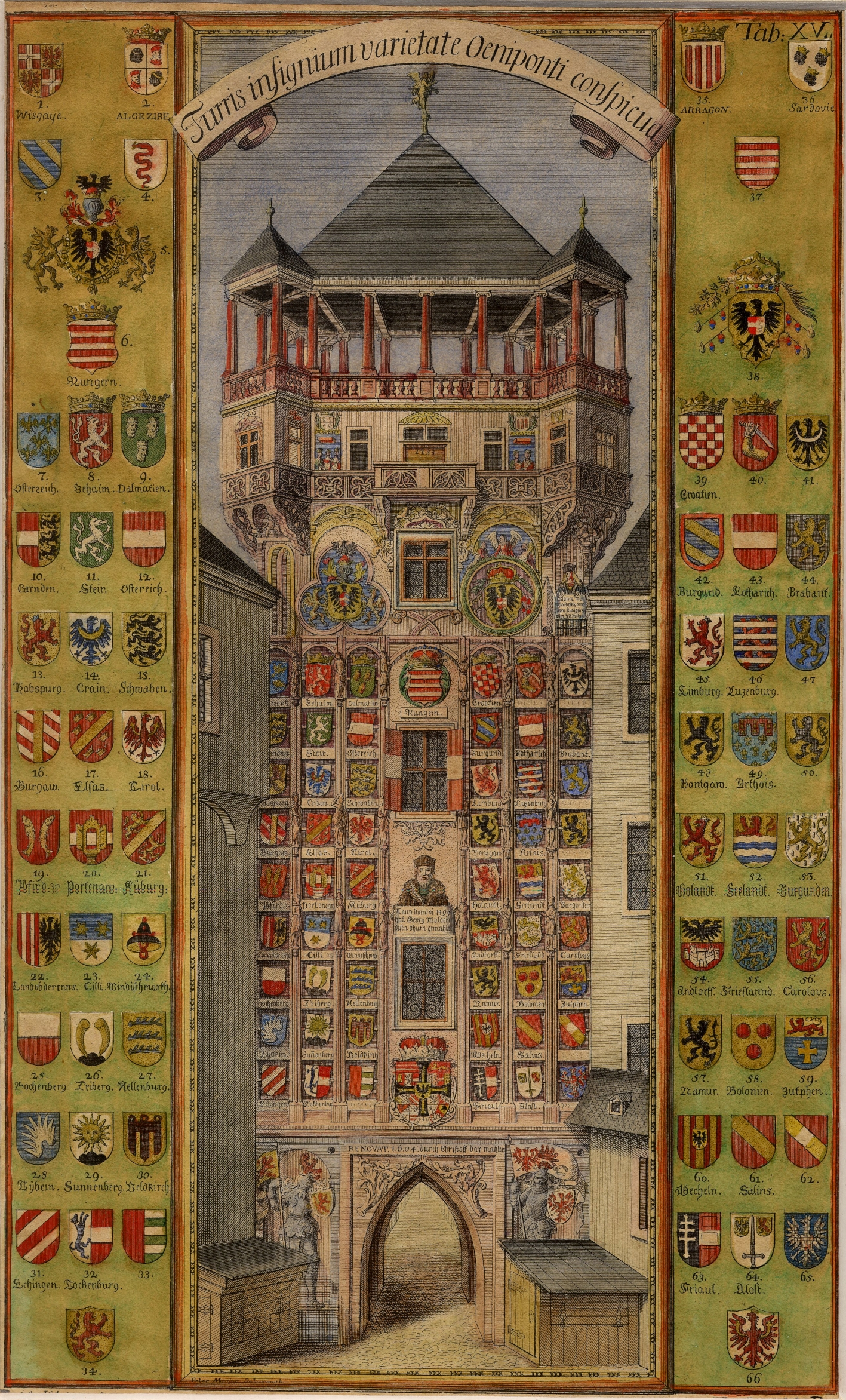
Wappenturm (Wieża Herbowa) wbudowana w Hofburg w 1766 roku
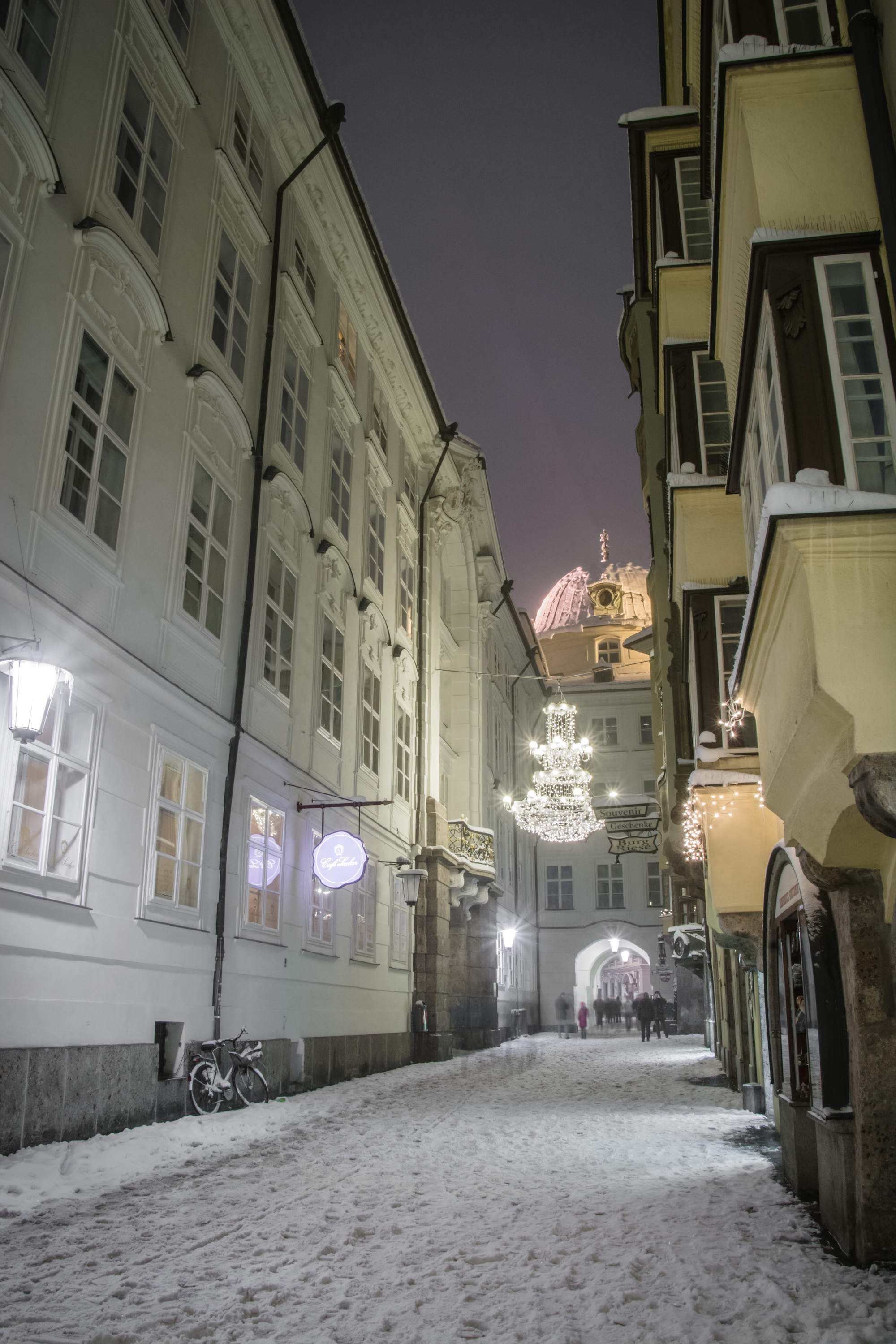
Fasada południowa (z lewej), Hofgasse (2014)
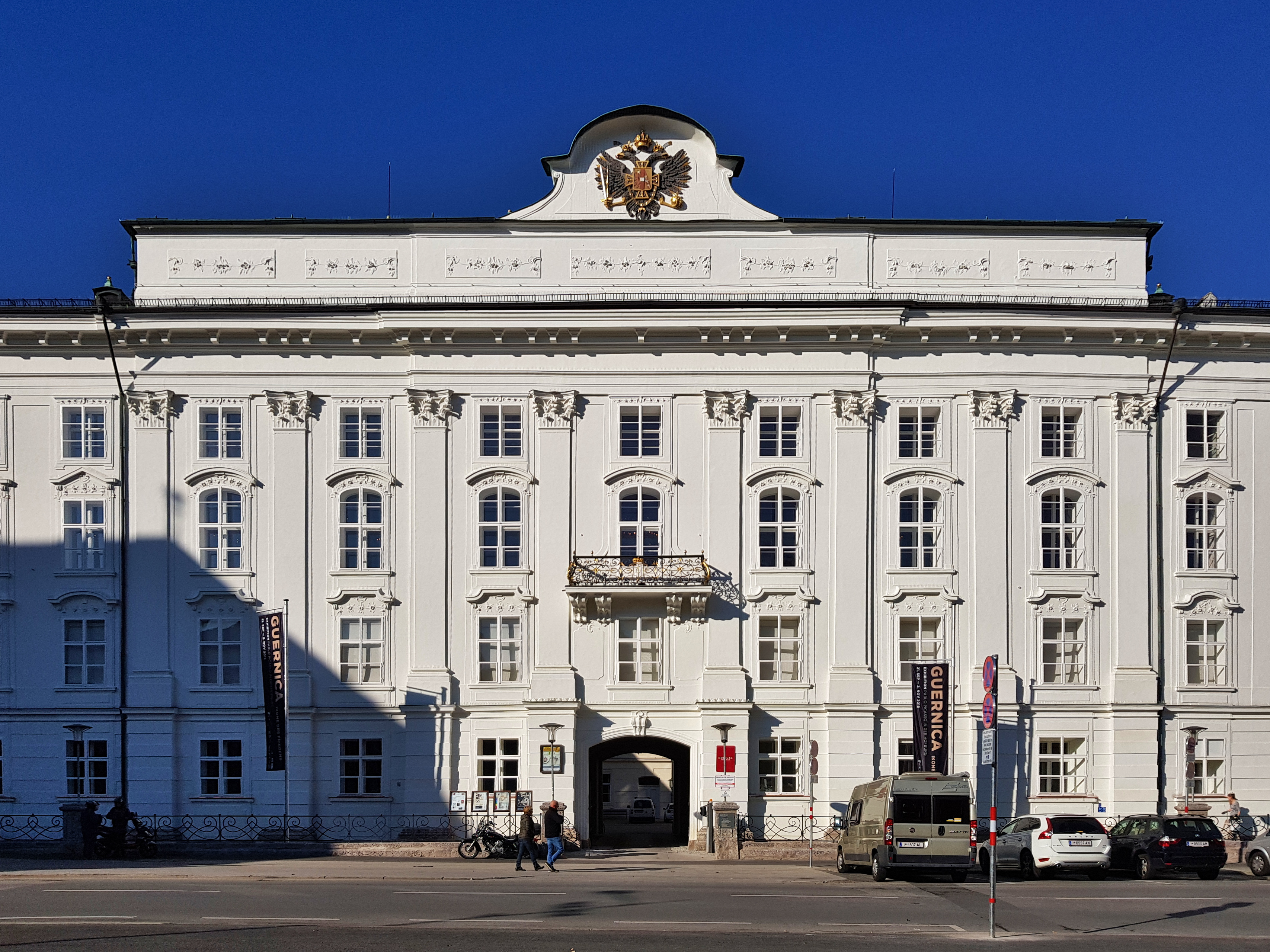
Fasada wschodnia, część centralna (2018)
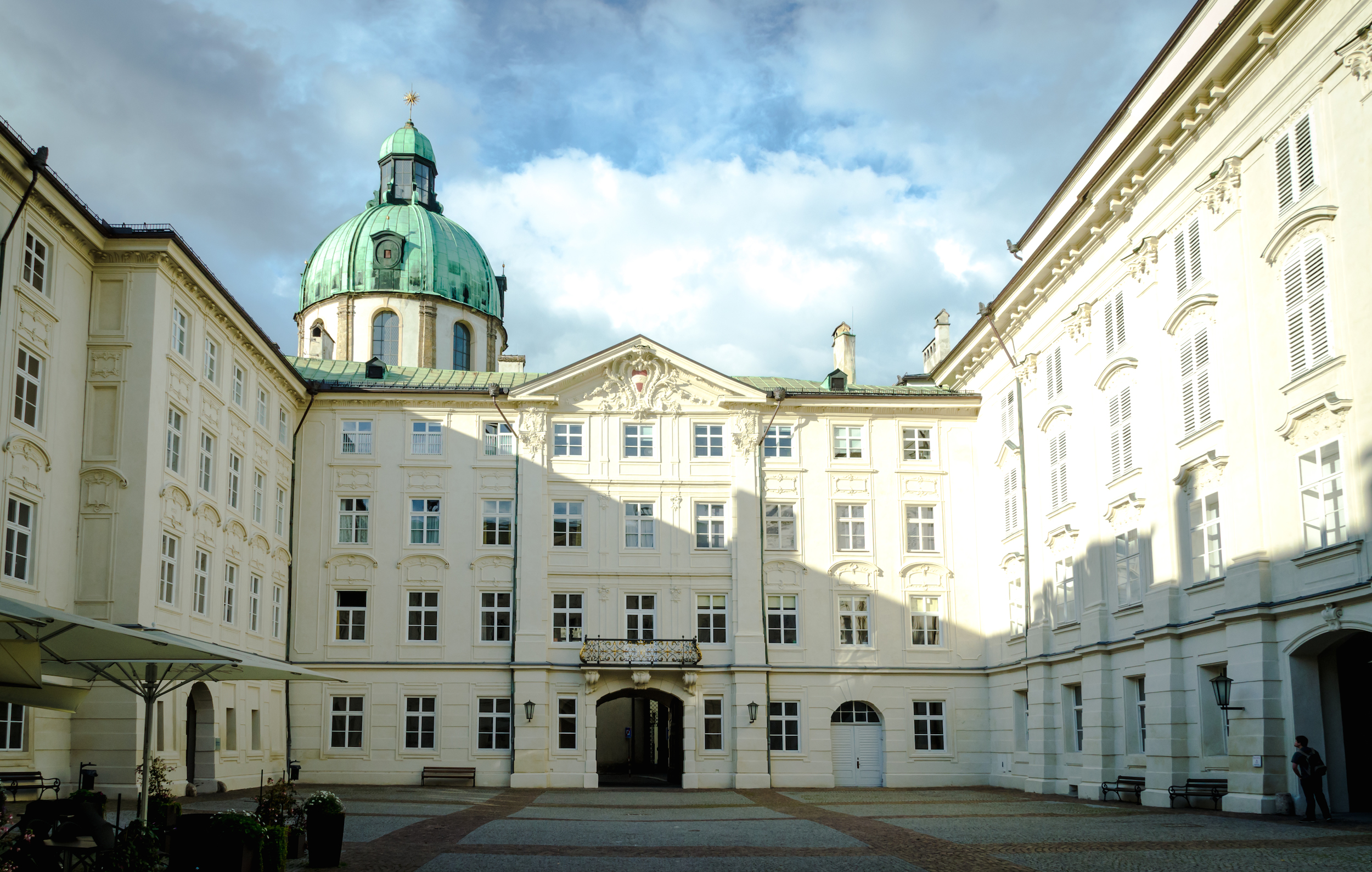
Dziedziniec (2013)
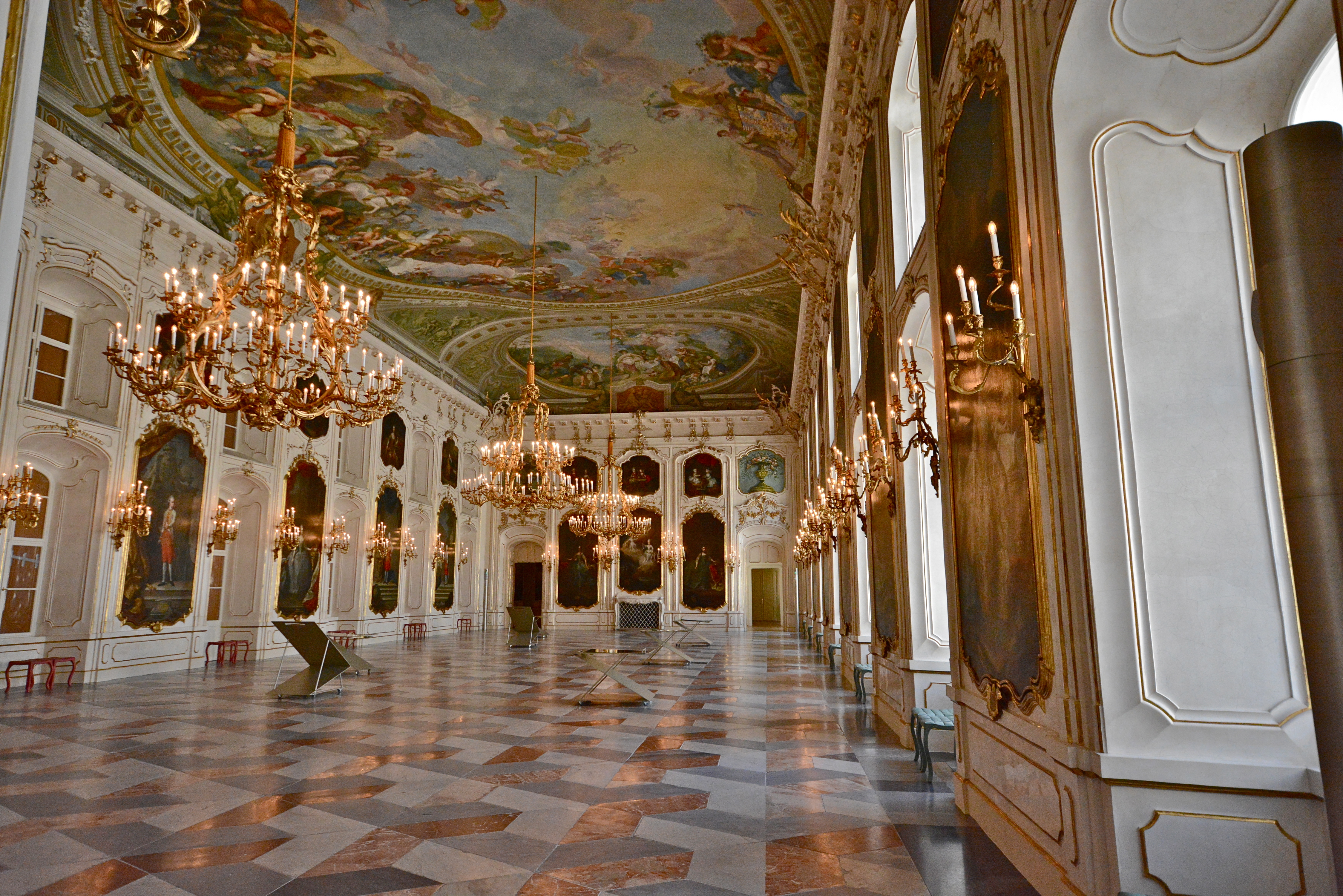
Sala Olbrzymów (2018)
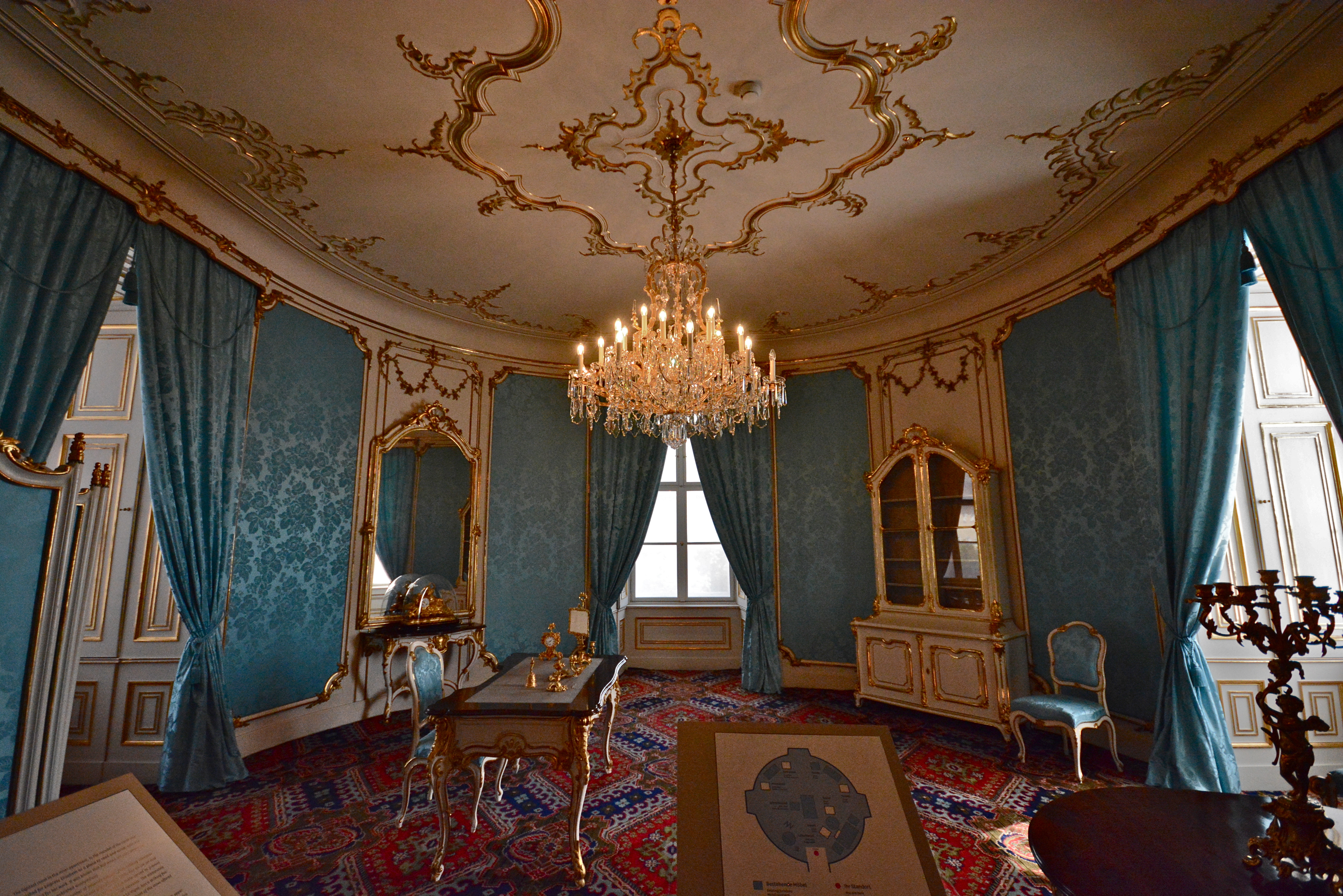
Pomieszczenie narożne (2018)
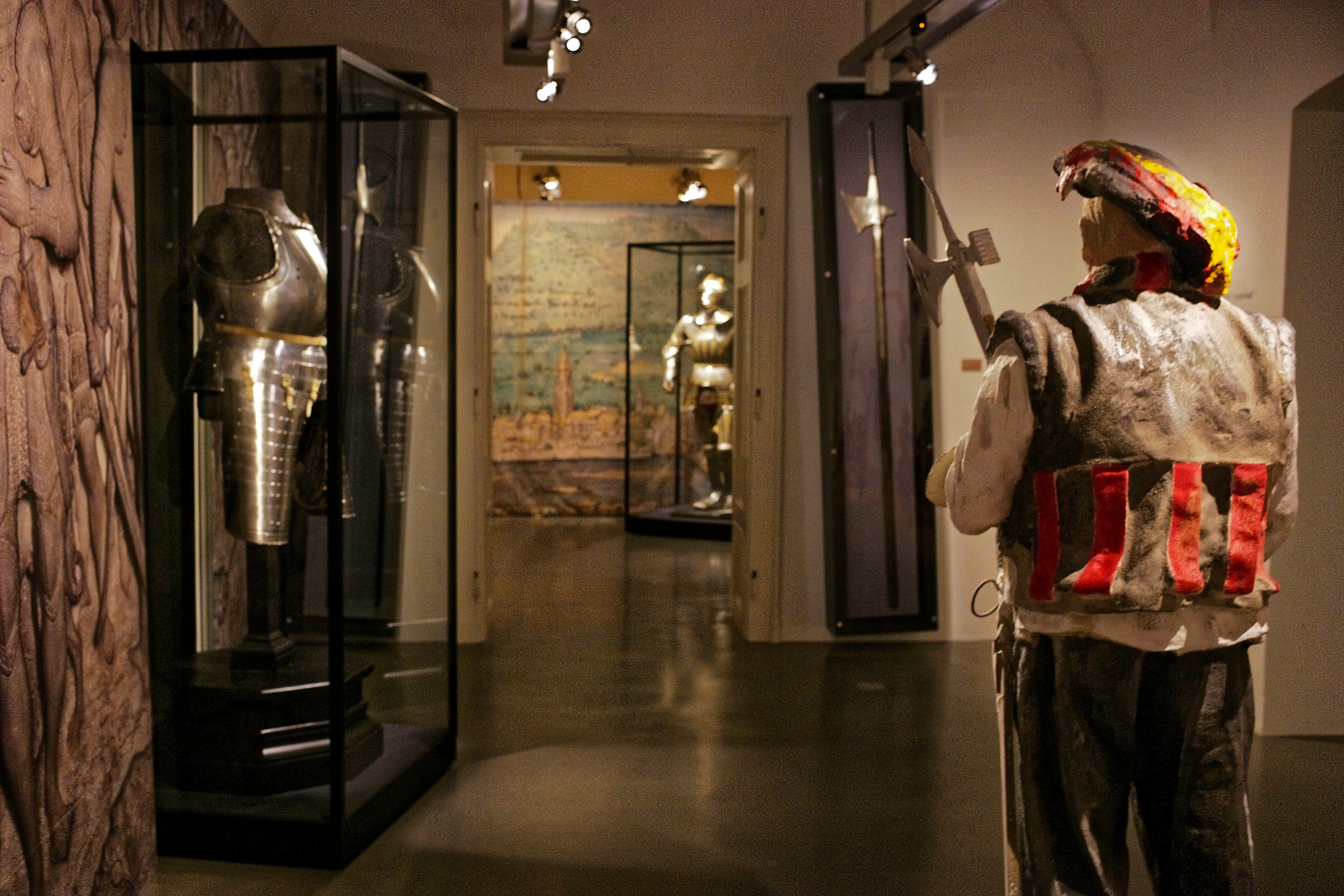
Fragment wystawy Maximilian 1 (2019)
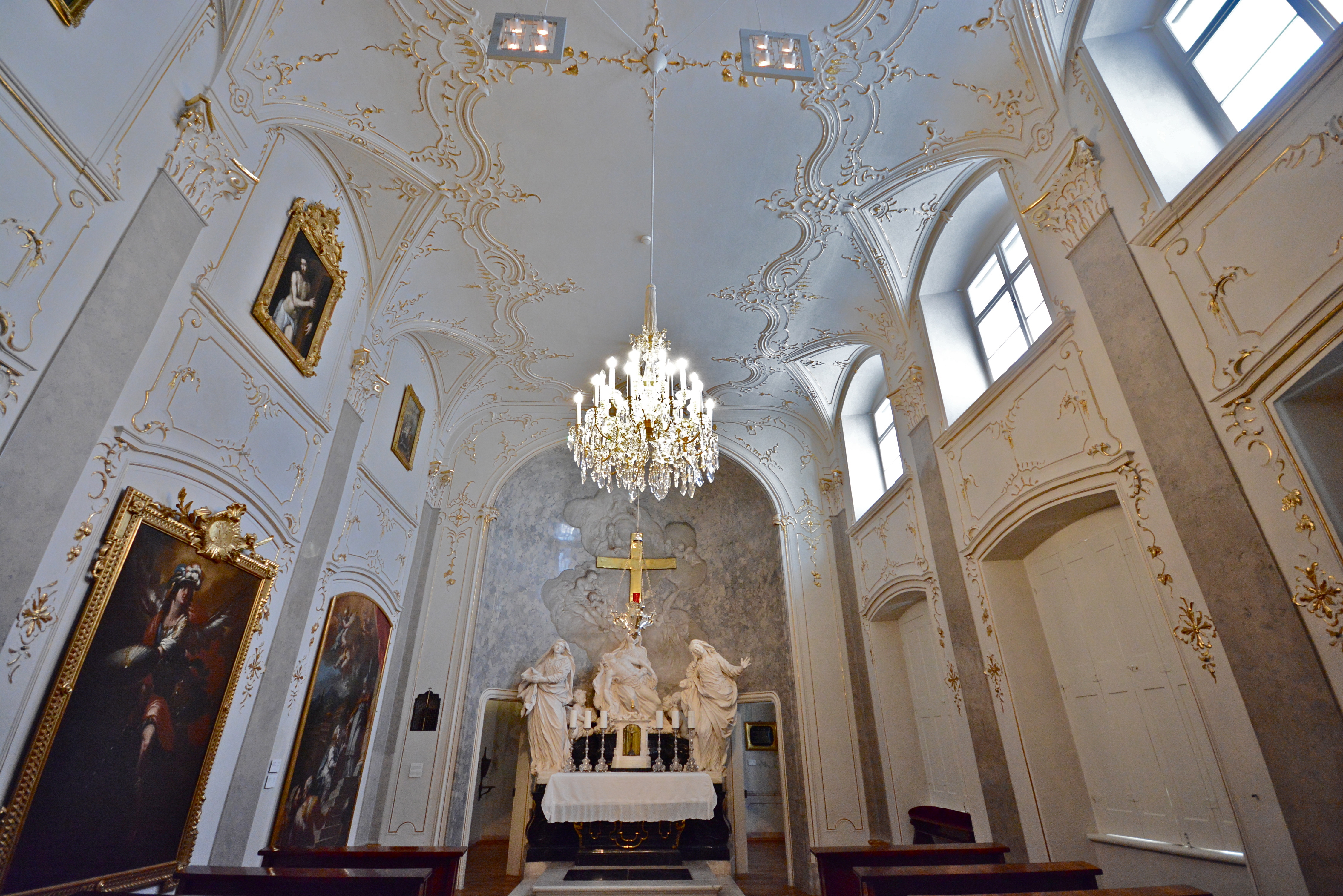
Kaplica pamięci Ferdynanda I (2018)
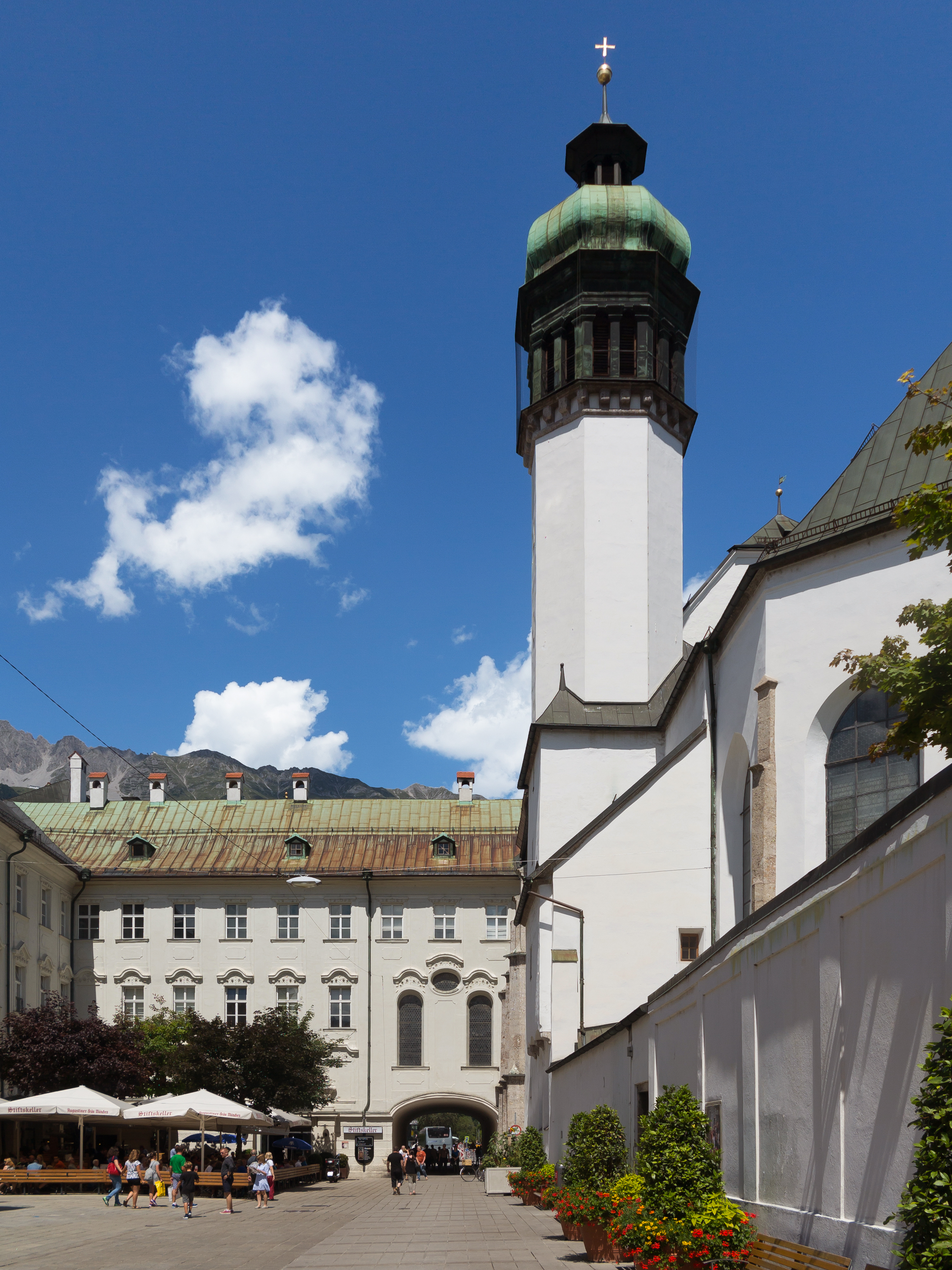
Hofkirche (2018)